# Fabien Sanchez
Fabien Sanchez (* 30. März 1983 in Hyères) ist ein ehemaliger französischer Radrennfahrer.
Fabien Sanchez konzentrierte sich auf den Bahnradsport, in dem er vier französische Meistertitel errang. Seinen ersten großen internationalen Erfolg feierte er 2003: Zusammen mit Fabien Merciris, Jérôme Neuville und Franck Perque wurde er bei den Bahnweltmeisterschaften Dritter in der Mannschaftsverfolgung. 2004 nahm er an den Olympischen Spielen in Athen teil. In der Einerverfolgung wurde er Sechster, und in der Mannschaftsverfolgung belegte das französische Team Platz sieben.
Fabien Sanchez wurde 2003 Profi beim Straßen-Team fdjeux.com und fuhr 2006 für das ProTeam Cofidis, jedoch ohne größere Erfolge. 2008 startete er ein zweites Mal bei Olympischen Spielen und wurde 15. in der Einerverfolgung.

## Erfolge – Bahn
2001
- Junioren-Weltmeister – Mannschaftsverfolgung (mit Sébastien Gréau, Aurélien Mingot und Kevin Gouellain)

2003
- Weltmeisterschaft – Mannschaftsverfolgung (mit Fabien Merciris, Jérôme Neuville und Franck Perque)

2004
- Bahnrad-Weltcup in Aguascalientes – Mannschaftsverfolgung (mit Anthony Langella, Fabien Merciris und Jérôme Neuville)
- Französischer Meister – Einerverfolgung

2005
- Französischer Meister – Mannschaftsverfolgung (mit Anthony Langella, Matthieu Ladagnous und Mickaël Mallie)

2007
- Französischer Meister – Einerverfolgung

2008
- Französischer Meister – Punktefahren

## Teams
- 2003 fdjeux.com
- 2004 fdjeux.com
- 2005 fdjeux.com
- 2006 Cofidis